# Andi Langenhan
Andi Langenhan (Suhl, 1 oktober 1984) is een Duitse rodelaar die meedoet aan internationale wedstrijden vanaf 1995, vanaf 2001 zit hij in het Duitse nationale team. Hij won de bronzen medaille op de wereldkampioenschappen rodelen 2008 in Oberhof.

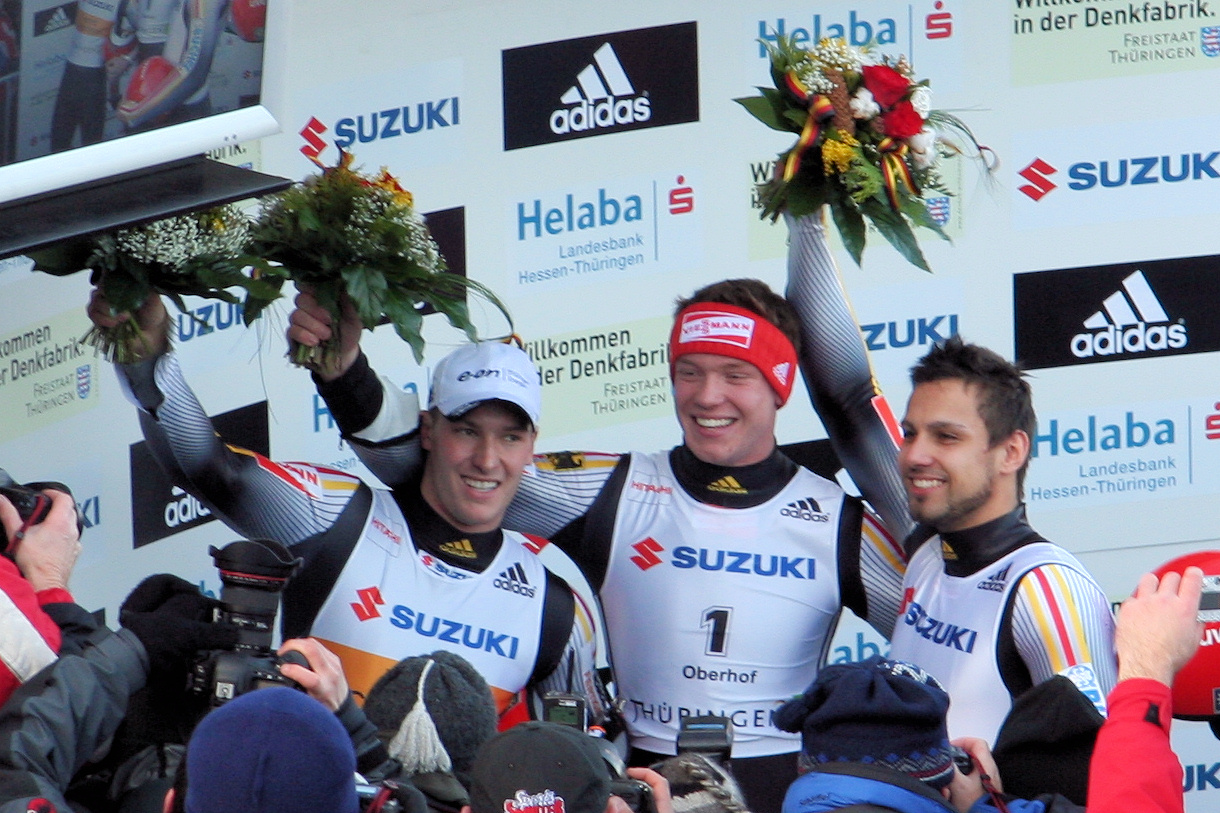
Andi Langenhan